# The Last Temptation (album d'Alice Cooper)
Pour les articles homonymes, voir The Last Temptation.
Albums de Alice Cooper
Hey Stoopid
(1991) Brutal Planet
(2000)
Singles
1. Lost in America
Sortie : 16 mai 1994
2. It's Me
Sortie : 11 juillet 1994

The Last Temptation est le 20e album studio d'Alice Cooper et le 13e en solo. Il est sorti le 12 juillet 1994 via Epic Records et a été produit par Andy Wallace, Don Fleming, Duane Baron, John Purdell. 

## Historique
Il s'agit d'un album-concept dont l'histoire est centrée sur un jeune garçon nommé Steven (qui est également le nom d'un personnage d'un précèdent disque de Cooper, Welcome to My Nightmare) et d'un mystérieux maître de cérémonie. Ce showman propose à ce jeune garçon (Steven) de rejoindre sa compagnie de théâtre en lui offrant l'immortalité et ce, sans qu'il ne vieillisse et ne vive à l'âge adulte.
Cet album est lié à un comic de Neil Gaiman (scénario) et Michael Zulli (dessin), La Dernière Tentation (Alice Cooper: The Last Temptation), publié initialement par Dark Horse. Alice Cooper demanda à Neil Gaiman de travailler avec lui pour la réalisation de cet album-concept The Last Temptation et du comic lié à ce dernier.
L'album se classa à la 68e position au Billboard 200 le 30 juillet 1994 et resta classé 3 semaines dans les charts. Au Royaume-Uni, l'album se classa à la 6e position et resta classé durant 6 semaines.

## Bande dessinée
Un comic book écrit par Neil Gaiman et dessiné par Michael Zulli (en) accompagne l'album. Son personnage principal, l'adolescent angoissé Steven, entreprend une quête initiative en suivant un mystérieux « Showman » reprenant les traits d'Alice Cooper.
Cette bande dessinée apparaît dans le clip de Lost in America. Marvel Comics publie deux autres numéros au cours de l'année 1994 et recueille l'ensemble l'année suivante dans The Compleat Alice Cooper. Réédité par Dark Horse Books en 2000, l'album est traduit en français en 2002 par Bulle Dog sous le titre La Dernière Tentation.

## Liste des titres
| No  | Titre                | Auteur                                                                                       | Durée |
| --- | -------------------- | -------------------------------------------------------------------------------------------- | ----- |
| 1.  | Sideshow             | Alice Cooper, Dan Wexler, Bud Saylor, Bessie Smith, Brian Smith, Michael Brooks, Jon Norwood | 6:39  |
| 2.  | Nothing's Free       | Cooper, Wexler, Saylor                                                                       | 5:01  |
| 3.  | Lost in America      | Cooper, Wexler, Saylor                                                                       | 3:54  |
| 4.  | Bad Place Alone      | Cooper, Wexler, Saylor                                                                       | 5:04  |
| 5.  | You're My Temptation | Cooper, Jack Blades, Tommy Shaw                                                              | 5:09  |
| 6.  | Stolen Prayer        | Cooper, Chris Cornell                                                                        | 5:37  |
| 7.  | Unholy War           | Chris Cornell                                                                                | 4:10  |
| 8.  | Lullaby              | Cooper, Jim Vallance                                                                         | 4:28  |
| 9.  | It's Me              | Alice Cooper, Jack Blades, Tommy Shaw                                                        | 4:39  |
| 10. | Cleansed by Fire     | Cooper, Mark Hudson, Saylor, Steve Dudas                                                     | 6:13  |

### Live at Electric Lady studios
La version japonaise a été publiée avec un CD bonus enregistré en live au studio Electric Lady à New York en 1991.
| No | Titre                 | Auteur                                    | Durée |
| -- | --------------------- | ----------------------------------------- | ----- |
| 1. | Sick Things           | Cooper, Michael Bruce, Bob Ezrin          | 3:02  |
| 2. | Only Women Bleed      | Cooper, Dick Wagner                       | 1:31  |
| 3. | Wind Up-Toy           | Cooper, Vic Pepe, Jack Ponti, Bob Pfeifer | 3:09  |
| 4. | No More. Mr Nice Guy  | Cooper, Bruce                             | 2:20  |
| 5. | Billion Dollar Babies | Cooper, Bruce, Reggie Vincent             | 2:50  |
| 6. | Poison                | Cooper, Desmond Child, John McCurry       | 5:01  |
| 7. | Hey Stoopid           | Cooper, Vic Pepe, Ponti, Pfeifer          | 4:23  |

## Composition du groupe
- Alice Cooper – chant
- Stef Burns – guitare, chœurs
- Greg Smith – basse, chœurs
- Derek Sherinian – claviers, chœurs
- David Uosikkinen – batterie

### Musiciens additionnels
- Chris Cornell – chant sur Stolen Prayer et Unholy War.
- Don Wexler – guitare sur Lost In America
- John Purdell - claviers sur You're My Redemption, Lullaby et It's Me.
- Lou Merlino - chœurs
- Mark Hudson - chœurs
- Craig Copeland - chœurs
- Brett Hudson - chœurs

## Production
- Andy Wallace - mixage
- Howie Weinberg - mastering
- Don Fleming - producteur (pistes 2, 3 et 4)
- Andy Wallace - producteur (pistes 1, 6, 7 et 10)
- Duane Baron et John Purdell - producteurs (pistes 5 ,8 et 9)
- Alice Cooper et Neil Gaiman - concept
- Dean Karr - photographie
- Dave McKean - illustration de la couverture
- Mike Zulli - dessin (comic)

## Charts
Album
| Pays        | Durée du classement | Meilleur classement |
| ----------- | ------------------- | ------------------- |
| Allemagne   | 12 semaines         | 18e                 |
| Australie   | 9 semaines          | 15e                 |
| Autriche    | 8 semaines          | 24e                 |
| Canada      | 5 semaines          | 70e                 |
| États-Unis  | 3 semaines          | 68e                 |
| Norvège     | 1 semaine           | 20e                 |
| Pays-Bas    | 4 semaines          | 73e                 |
| Royaume-Uni | 6 semaines          | 6e                  |
| Suède       | 4 semaines          | 19e                 |
| Suisse      | 11 semaines         | 13e                 |

Singles
| Année | Single          | Chart              | Durée du classement | Position |
| ----- | --------------- | ------------------ | ------------------- | -------- |
| 1994  | Lost In America | UK Singles Chart   | 4 semaines          | 22e      |
| 1994  | Lost In America | RMNZ Singles Top40 | 1 semaine           | 46e      |
| 1994  | It's Me         | UK Singles Chart   | 2 semaines          | 34e      |